# 1869 en arts plastiques
| Années des arts plastiques : 1866 - 1867 - 1868 - 1869 - 1870 - 1871 - 1872    |
| Décennies des arts plastiques : 1830 - 1840 - 1850 - 1860 - 1870 - 1880 - 1890 |

Cette page concerne l'année 1869 en arts plastiques.

## Événements
- La technique de peinture impressionniste est inventée au cours de l'été 1869 quand Auguste Renoir et Claude Monet peignent respectivement La Grenouillère et La Grenouillère sur l'île de Croissy[1].
- Du 29 juillet au 27 octobre : ouverture du Salon de Bruxelles de 1869[2].

## Œuvres

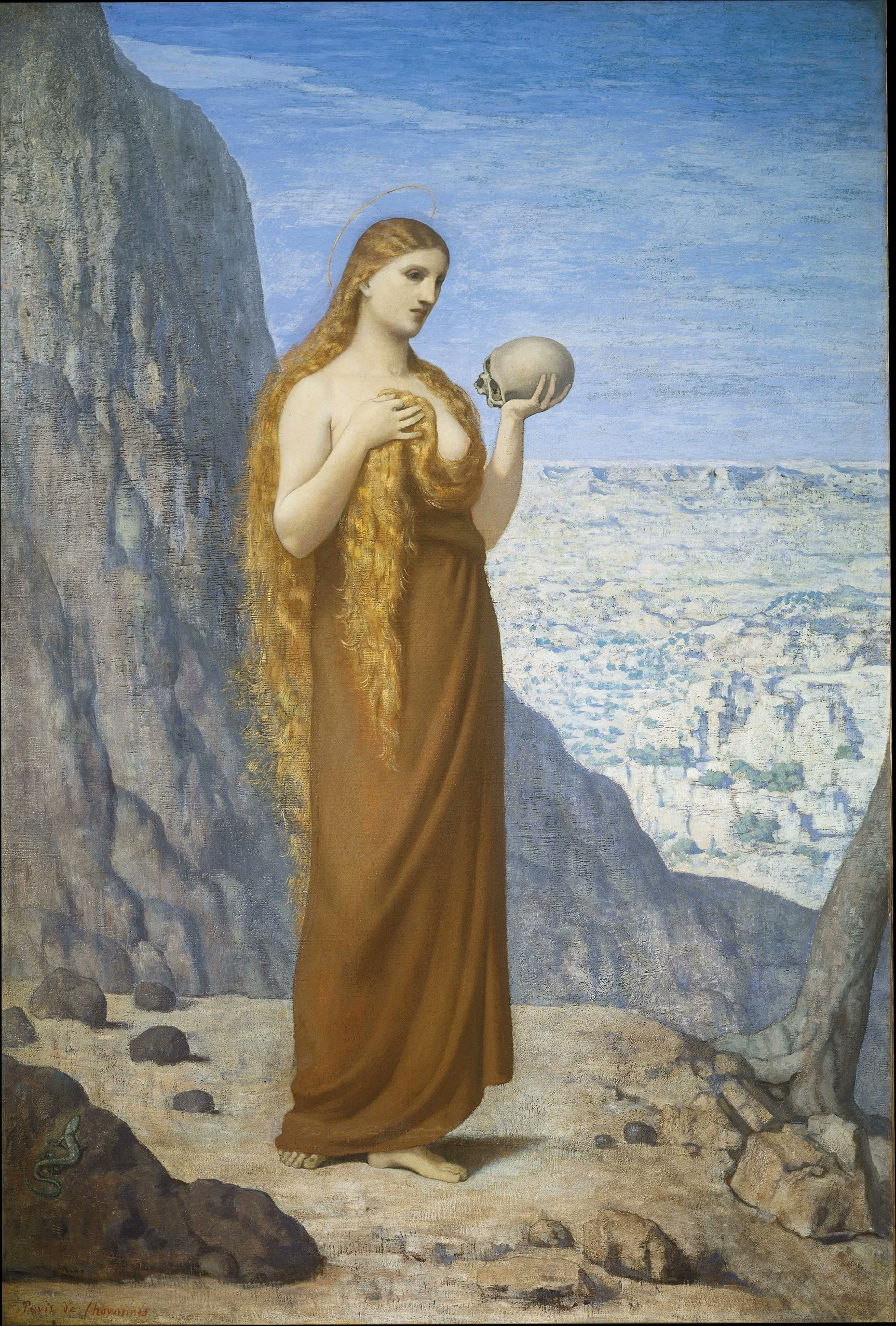
Marie Madeleine au désert de la Sainte-Baume, Pierre Puvis de Chavannes.

- Vue de Montmartre, depuis la Cité des Fleurs aux Batignolles, huile sur toile d'Alfred Sisley.
- Andromède, huile sur toile de Gustave Doré.
- La Vague, huile sur toile de Gustave Courbet.
- Le Banquet de Platon (I), peinture monumentale d'Anselm Feuerbach (II : 1874)

## Naissances
- 1er janvier : Ernest Amas, peintre français († 11 août 1959),
- 2 janvier : Maurice-Théodore Mitrecey, peintre français († 20 janvier 1894),
- 3 janvier : Karl Ludwig Hassmann, peintre autrichien († 13 mai 1933),
- 4 janvier : Léon Colombier, peintre français († 30 mai 1960),
- 6 janvier : Charles-Lucien Moulin, peintre français († 21 mars 1960),
- 9 janvier : Henri Amédée-Wetter, peintre, graveur et illustrateur français († 28 novembre 1929),
- 11 janvier : André Saglio, peintre, décorateur et costumier français († 16 mai 1929),
- 17 janvier : Ivan Trouch, peintre impressionniste et critique d'art russe puis soviétique († 22 mars 1941),
- 20 janvier : Gian Maria Rastellini, peintre de genre, de portraits et de paysages italien († 30 décembre 1927),
- 22 janvier :
  - Heinrich Anton Müller, peintre et sculpteur suisse († 10 mai 1930),
  - Henri Royer, peintre français († 31 octobre 1938),
- 28 janvier : Jean-Amédée Gibert, peintre, architecte et conservateur français († 1945),
- 30 janvier : Richard Paraire, peintre et photographe français († 22 avril 1935),
- 12 février : Okada Saburōsuke, peintre japonais († 1939),
- 19 février : Samuel Grün, peintre et médailleur français d'origine estonienne († ?),
- 21 février : Henry Blahay, peintre français de l'École de Nancy († 7 février 1941),
- 22 février : Marthe Bonnard, peintre française († 26 janvier 1942),
- 1er mars : Pietro Canonica, sculpteur et peintre italien († 8 juin 1959),
- 7 mars : Paul Chabas, peintre français († 10 mai 1937),
- 8 mars : Pierre Flye Sainte-Marie, officier, explorateur et peintre français († 3 janvier 1956),
- 17 mars : Jeanne Simon, peintre française († 19 décembre 1949),
- 18 mars : Paul Krôn, peintre français († 17 janvier 1936),
- 19 mars : Józef Mehoffer, peintre polonais († 8 juillet 1946),
- 20 mars : Bertha Züricher, peintre suisse († 7 octobre 1949),
- 22 mars : Paul-Michel Dupuy, peintre français († 2 novembre 1949),
- 23 mars : Leopold Pilichowski, peintre polonais († 28 juillet 1934),
- 24 mars : Alexandre Makovski, peintre et graphiste russe puis soviétique, académicien et professeur à l'Académie russe des beaux-arts († 26 octobre 1924),
- 31 mars : Paul de Lapparent, peintre, dessinateur, essayiste et historien d'art français († 23 janvier 1946),
- 6 avril : Marc-Aurèle de Foy Suzor-Coté, peintre et sculpteur canadien († 29 janvier 1937),
- 12 avril : Rihard Jakopič, peintre serbe puis yougoslave († 21 novembre 1943),
- 15 avril : Armand Seguin, peintre, graveur et illustrateur français († 30 décembre 1903),
- 23 avril : Charles Fouqueray, peintre, illustrateur, lithographe et affichiste français († 28 mars 1956),
- 26 avril : André-Marc Antigna, peintre portraitiste, de genre et miniaturiste français († 20 mai 1941),
- 28 avril : Frances Hodgkins, peintre néo-zélandaise († 13 mai 1947),
- 30 avril : Philip de László, peintre britannique d'origine hongroise († 22 novembre 1937),
- 14 mai :
  - Alexandre Auffray, peintre français († 18 juillet 1942),
  - Arsène Herbinier, peintre, dessinateur et lithographe français († vers 1955),
- 20 mai : Gaston Darbour, peintre, dessinateur, graveur, lithographe, illustrateur français († 29 janvier 1937),
- 22 mai :Anders Castus Svarstad, peintre et graveur norvégien († 22 août 1943),
- 25 mai : Jean Syndon, peintre français († 7 janvier 1937),
- 29 mai : Victor Brugairolles, peintre français († 1936),
- 4 juin : Maurice Dubois, peintre français († 30 mai 1944),
- 7 juin : Lamorna Birch, peintre et aquarelliste britannique († 7 janvier 1955),
- 14 juin : Paul Briaudeau, peintre français († 16 avril 1944),
- 19 juin : Franz Laskoff, caricaturiste, aquarelliste et affichiste français († 1918),
- 28 juin : Mario Puccini, peintre italien († 18 juin 1920),
- 29 juin : Julius Feld, peintre français d'origine roumaine († 28 décembre 1946),
- 30 juin : Alfredo Müller, peintre italo-français († 7 février 1939),
- 13 juillet : Sergueï Vinogradov, peintre russe puis soviétique († 5 février 1938),
- 14 juillet : Pierre Marcel-Béronneau, peintre et graveur français († 13 janvier 1937),
- 24 juillet : Giovanni Mataloni, peintre, graveur, illustrateur et affichiste italien († 21 septembre 1944),
- 25 juillet : Paul Audra, peintre français († 2 février 1948),
- 27 juillet : Arturo Viligiardi, architecte néogothique et peintre italien († 22 octobre 1936),
- 30 juillet : Amédée Buffet, peintre français († 1933),
- 8 août :
  - Arthur Chaplin, peintre français († 10 mai 1935),
  - Louis Valtat, peintre et graveur français († 2 janvier 1952),
- 17 août : Léon Pierre Félix, peintre français († 1940),
- 18 août : Clémentine-Hélène Dufau, peintre, affichiste et illustratrice française († 18 mars 1937),
- 26 août : Fernand Piet, peintre français († 24 février 1942),
- 30 août : Georges Gasté, peintre orientaliste et photographe français († 12 septembre 1910),
- 15 septembre : Fritz Overbeck, peintre allemand († 7 janvier 1918),
- 16 septembre : Jean Morax, peintre, décorateur de théâtre et dessinateur suisse († 11 mai 1939),
- 21 septembre : Alfred Swieykowski, peintre français († 1953).
- 9 octobre :
  - Georges Grellet, peintre, graveur et illustrateur français († 30 mars 1959),
  - Paul Térade, architecte et peintre français († 1er juillet 1954),
- 15 octobre : Louis-Marie Désiré-Lucas, peintre et lithographe français  († 29 septembre 1949),
- 21 octobre : Albert-Valentin Thomas, peintre français († 18 juin 1917),
- 22 octobre :
  - Philippe Maliavine, peintre russe puis soviétique († 23 décembre 1940),
  - Maurice Louis Monnot, peintre français († 1937),
- 1er novembre : Léon Broquet, peintre et graveur français († 29 décembre 1935),
- 3 novembre : Ester Almqvist, peintre suédoise († 11 juin 1934),
- 16 novembre : Georges Redon, peintre, dessinateur, caricaturiste, affichiste, graveur et lithographe français († 1943),
- 17 novembre : Paul Baignères, peintre, illustrateur et décorateur français († 1945),
- 18 novembre : Louis Randavel, peintre et dessinateur orientaliste français († 17 mai 1948),
- 19 novembre : Giovanni Guarlotti, peintre italien († 9 mai 1954),
- 21 novembre : Kazimierz Stabrowski, peintre polonais († 10 juin 1929),
- 23 novembre : Albert Singer, peintre allemand († 20 mars 1922),
- 29 novembre : Harald Sohlberg, peintre norvégien († 19 juin 1935),
- 30 novembre : Constantin Somov, peintre russe puis soviétique († 6 mai 1939),
- 1er décembre : Eligiusz Niewiadomski, peintre moderniste et critique d'art polonais († 31 janvier 1923),
- 13 décembre : Eugène Martel, peintre français († 27 décembre 1947),
- 21 décembre : Gabriel Guérin, peintre français († 2 février 1916),
- 25 décembre : Emmanuel Fougerat, peintre, conservateur de musée et historien d'art français († 3 septembre 1958),
- 27 décembre : Alexis Douce de la Salle, peintre français († 2 novembre 1940),
- 30 décembre : Maurice Dumont, peintre, graveur et homme de presse français († 18 juin 1899),
- 31 décembre : Henri Matisse, peintre français († 3 novembre 1954),
- ? :
  - Nelson Dias, peintre français († 1929),
  - Émile Fernand-Dubois, sculpteur, graveur, et médailleur français († 1952),
  - Juan Sala, peintre espagnol († 6 juin 1918),
  - Marzan Sharav, moine et peintre mongol († 1939).

## Décès
- 15  janvier : Gustav Adolph Hennig,  peintre, portraitiste, graphiste, aquafortiste et lithographe allemand (° 14 juin 1797),
- 9  janvier : Paul Huet, peintre et graveur français (° 3 octobre 1803),
- 25  janvier : Clemens von Zimmermann, peintre allemand (° 8 novembre 1788),
- 7 mars : Paul-Dominique Gourlier, peintre paysagiste français (° 13 juin 1813),
- 8 mars : Luigi Calamatta, peintre et graveur italien (° 21 juin 1801),
- 29 mars : François Tabar, peintre français (° 16 janvier 1819),
- 4 avril : Étienne Omer Wauquier, peintre, lithographe et sculpteur belge (° 16 octobre 1808),
- 28 avril : Charles Henri Hancké, peintre et lithographe français (° 18 octobre 1808),
- 9 mai : Christoph Wilhelm Wohlien, peintre allemand (° 3 mars 1811),
- 14 juin : Nicolas-Auguste Hesse, peintre et dessinateur français (° 28 août 1795),
- 3 juillet : Édouard Pingret, peintre et lithographe français (° 30 décembre 1785).
- 20 juillet : Beniamino De Francesco, peintre paysagiste italien (° 1815),
- 26 juillet : Félix Hullin de Boischevalier, peintre français (° 5 août 1808),
- 28 juillet : Carl Gustav Carus, médecin et peintre allemand (° 3 janvier 1789),
- 26 août : Henri Leys, peintre et graveur belge (° 18 février 1815),
- 17 octobre : Arthur Grimaud, peintre français (° 14 septembre 1784),
- 28 octobre : Giuseppe Bisi, peintre italien (° 10 avril 1787),
- 6 novembre : Eugène Laville, peintre français (° 1814),
- 12 novembre : Johann Friedrich Overbeck, peintre allemand (° 3 juillet 1789),
- 14 novembre :  Ferdinand Wachsmuth, peintre et graveur français (° 21 mars 1802),
- 19 novembre : Jacques Étienne Pannier, graveur et peintre français (° 1802),
- 11 décembre : Louis-Aimé Grosclaude, peintre suisse (° 26 septembre 1784),
- 15 décembre : 
  - Federico Faruffini, peintre italien (° 12 août 1833),
  - Louis Lamothe, peintre français (° 23 avril 1822).